# Batticaloa Lighthouse
Batticaloa Lighthouse (singhalesisch මඩකලපුව ප්‍රදීපාගාරය) ist ein Leuchtturm (englisch Lighthouse) in der Ostprovinz von Sri Lanka.
Der 28 m hohe Rundturm wurde 1913 von der britischen Kolonialverwaltung im Norden von Batticaloa errichtet. Das Leuchtfeuer markiert die Einfahrt vom Bengalischen Golf zur Lagune von Batticaloa.
Während des Bürgerkriegs wurde das Leuchtfeuer von den Terroristen vernachlässigt und war vorübergehend außer Betrieb. Obwohl das Erdbeben im Indischen Ozean 2004 schwere Schäden an der Ostküste Sri Lankas verursachte, wurde der Leuchtturm durch den Tsunami nur gering beschädigt. Mit Hilfe ausländischer Organisationen konnte der Leuchtturm wieder hergerichtet und 2008 erneut in Betrieb genommen werden.
Das Leuchtfeuer hat eine Feuerhöhe von 27 m und zeigt als Kennung einen weißen Blitz mit einer Wiederkehr von 3 Sekunden (Fl.W.3s).